# Erik-Michael Estrada

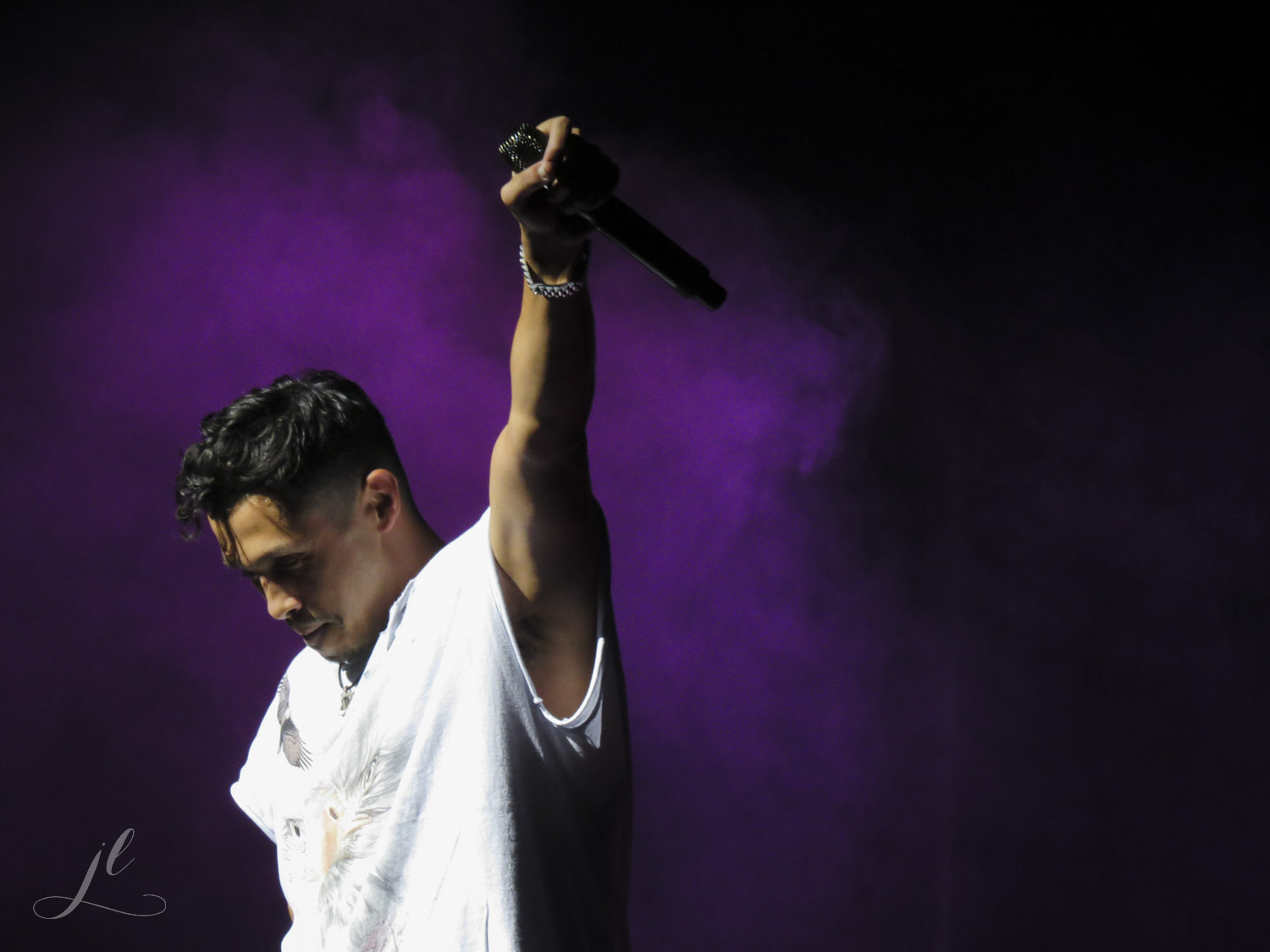
Erik-Michael Estrada (2016)

Erik-Michael Estrada (* 23. September 1979 in Bronxville, New York) ist ein US-amerikanischer Sänger und Schauspieler.

## Leben
Estrada wurde am 23. September 1979 in Bronxville geboren. 1999 wurde er gemeinsam mit Ashley Parker Angel, Jacob Underwood und Trevor Penick in der Castingshow Making the Band des Musiksenders MTV von Lou Pearlman für eine Boygroup entdeckt. Ab diesem Jahr perfomten sie gemeinsam als O-Town. Im November 2003 löste sich die Gruppe auf, ehe sie sich 2014 neugründete.
Er befand sich in einer Beziehung mit der Schauspielerin Skyler Shaye.
Sein Filmschauspieldebüt machte er 2001 im Film Longshot – Ein gewagtes Spiel. 2004 folgte eine Nebenrolle in Superbabies: Baby Geniuses 2. Er wirkte 2013 in der Fernsehserie Making Yogurt with Brady Matthews mit. 2014 folgten Besetzungen in den Spielfilmen Tainted Rose und Los Lost Ones. 2015 folgte eine Besetzung im Kurzfilm Domino 21. 2016 spielte er im Western Dead 7 – Sie sind schneller als der Tod die Rolle des Ninjas Komodo.

## Filmografie (Auswahl)
- 2001: Longshot – Ein gewagtes Spiel (Longshot)
- 2004: Superbabies: Baby Geniuses 2
- 2013: Making Yogurt with Brady Matthews (Fernsehserie)
- 2014: Tainted Rose
- 2014: Los Lost Ones
- 2015: Domino 21 (Kurzfilm)
- 2016: Dead 7 – Sie sind schneller als der Tod (Dead 7)
- 2017: The Bang Bang Brokers
- 2024: Schmutziges Pop-Geschäft: Der Boy-Band-Betrug (Dirty Pop: The Boy Band Scam, Dokumentarfilm, Miniserie)